# British Science Fiction Association
De British Science Fiction Association is een Britse vereniging ter bevordering van sciencefiction in elke vorm.
De vereniging is opgericht in 1958 door een groep schrijvers, uitgevers, boekverkopers en fans. De eerste voorzitter van de BSFA was Brian Aldiss en de huidige voorzitter is Stephen Baxter. De vereniging publiceert drie tijdschriften, die naar alle leden worden gestuurd:
- Vector - Boekbesprekingen en kritieken; wordt zes keer per jaar uitgegeven.
- Matrix - Nieuwbrief en media besprekingen; zes keer per jaar.
- Focus - Schrijverstijdschrift; twee keer per jaar.

De BSFA Awards worden jaarlijks uitgereikt door de vereniging, gebaseerd op een stemming door BSFA-leden en door leden van de Britse nationale SF conventie (Eastercon). BSFA-leden zitten ook in het panel voor de Arthur C. Clarke Award.